# Große Prunkkassette der Kurfürstin Sophia

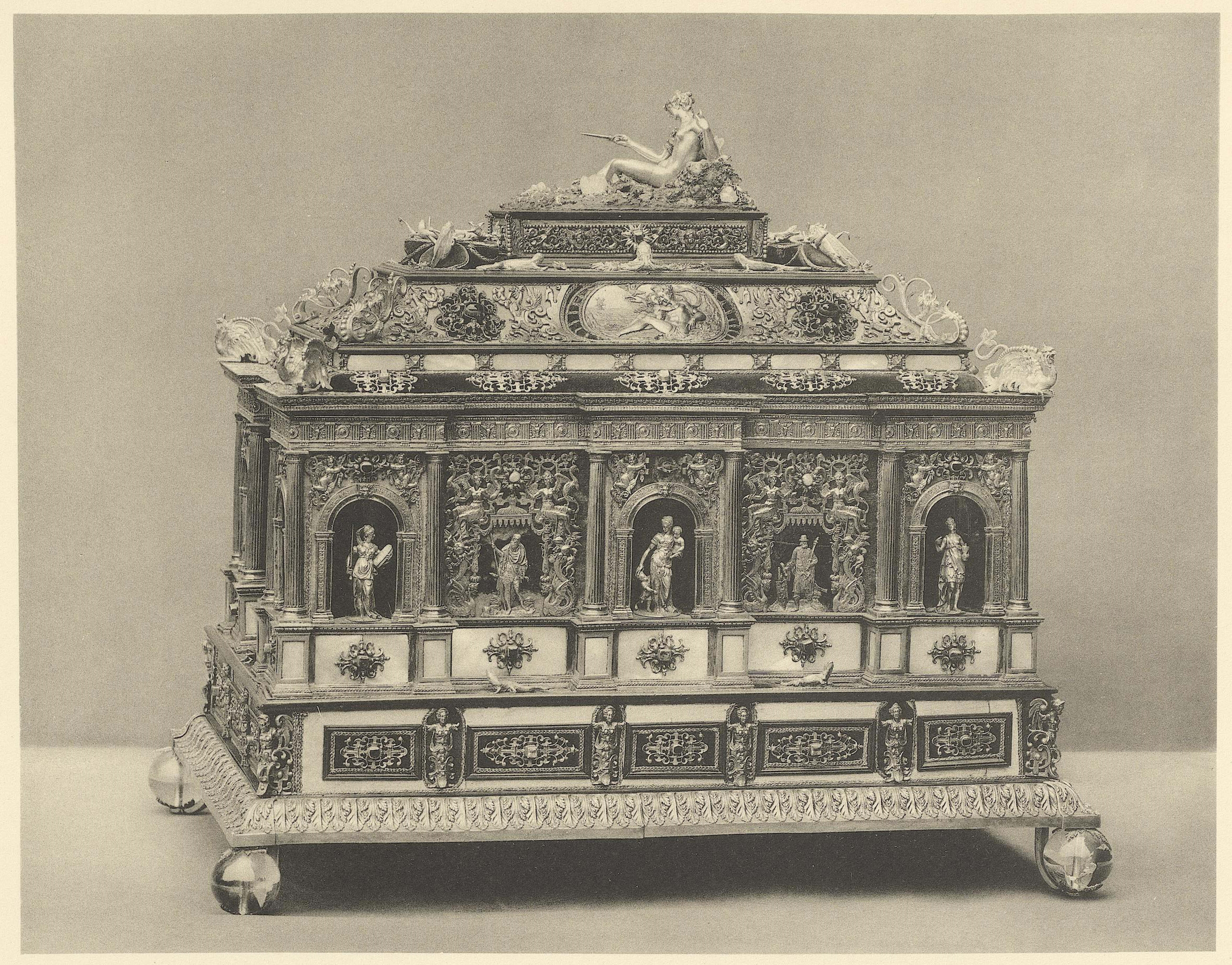
Die Prunkkassette ist im Grünen Gewölbe im Erdgeschoss des Dresdner Residenzschlosses ausgestellt.

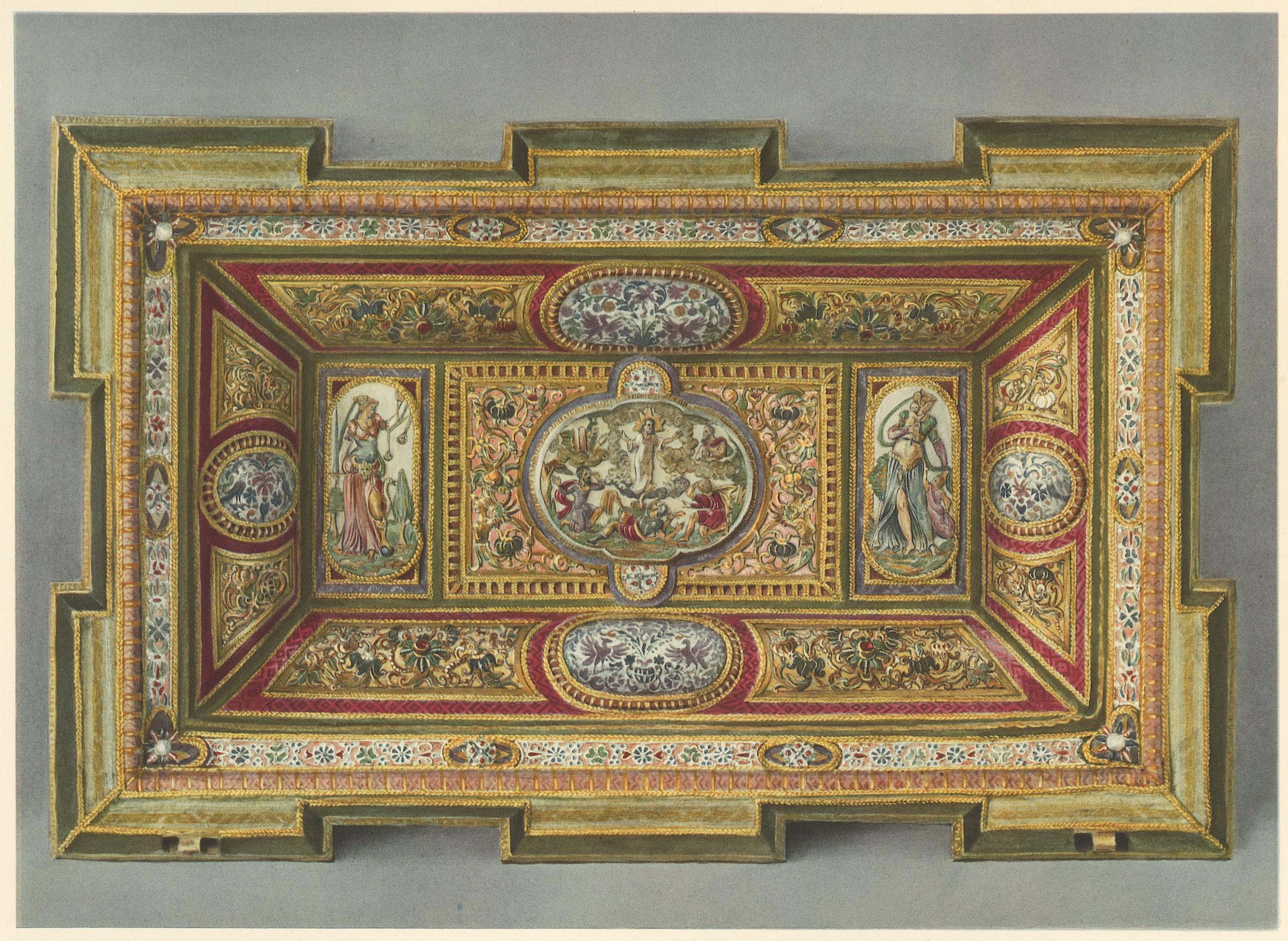
Das Innere des Deckels

Die Große Prunkkassette der Kurfürstin Sophia ist ein repräsentativer Schmuckkasten, der als eines der bedeutendsten Zeugnisse der deutschen Goldschmiedekunst der Spätrenaissance gilt. Die innen und außen aufwendig verzierte Schmuckkassette geht auf einen Entwurf des Meisters Wenzel Jamnitzer (1507/08–1585) zurück und wurde Ende der 1580er Jahre in der Nürnberger Werkstatt von dessen Meisterschüler Nicolaus Schmidt († 1609) fertiggestellt.
Der sächsische Kurfürst Christian I. machte seiner Gattin Sophie diese kostbare und prächtige Arbeit, die anfangs wohl als Nähkästchen diente und größtenteils erhalten blieb, 1588 zum Weihnachtsgeschenk. Am Neujahrstag 1589 wurde sie Bestandteil der kurfürstlichen Kunstkammer und heute zählt sie zu den Hauptwerken im daraus hervorgegangenen Grünen Gewölbe in Dresden.

## Beschreibung

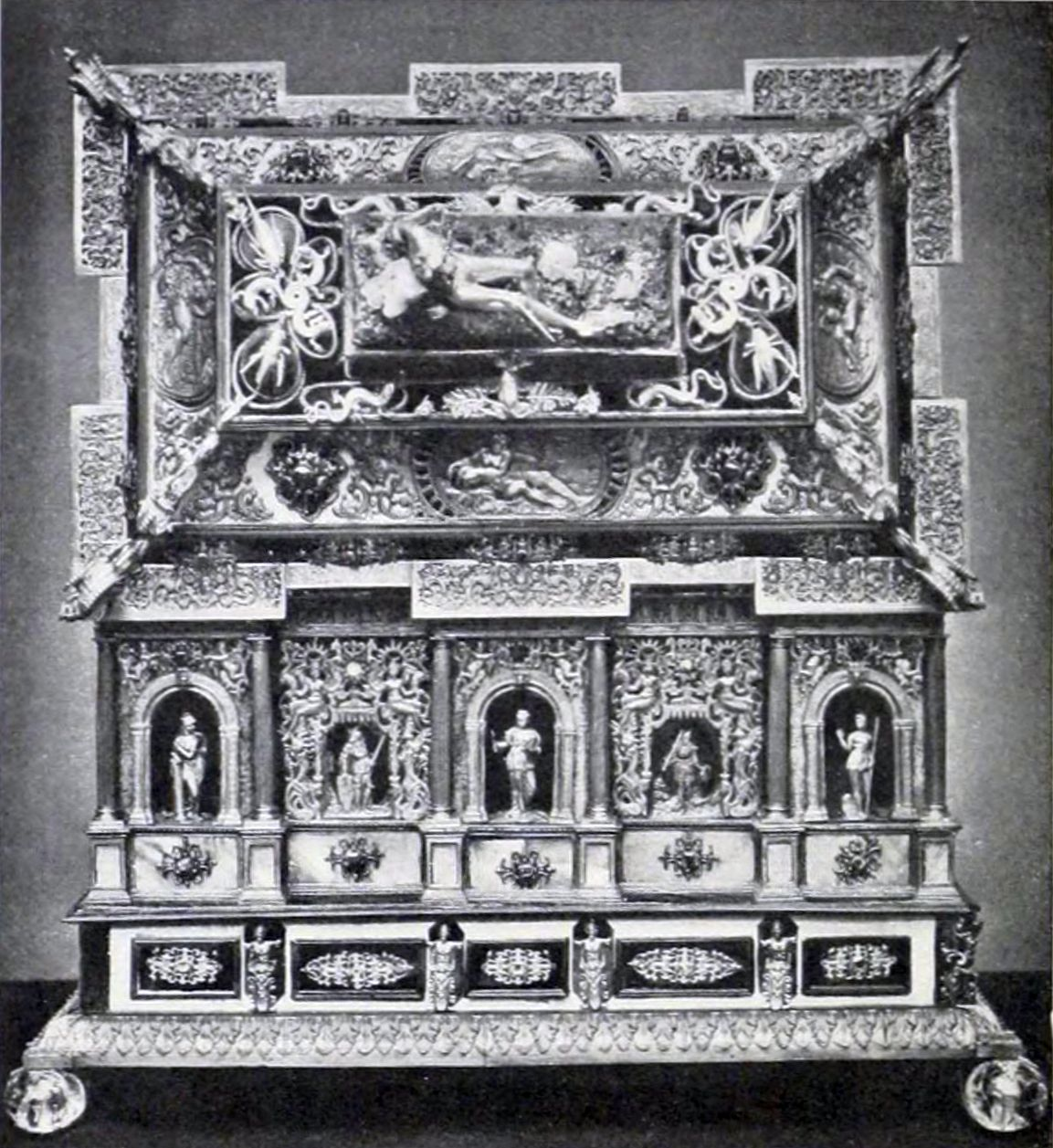
Ansicht um 1900

Der abschließbare Schmuckkasten besteht aus Silber, das um einen hölzernen Kern gefertigt wurde, und ist teils vergoldet. Weitere verarbeitete Materialien sind Perlmutt, Samt, Seide, Glas und Edelsteine, darunter Bergkristall. Die im Grunde quaderförmige Prunkkassette mit mehrstufigem Deckel ist 50 cm hoch und steht auf einer Fläche mit den Maßen 57 cm × 39 cm. Schmuck und äußerer architektonischer Aufbau sind überaus üppig, so dass im Folgenden nur wesentliche Elemente beschrieben werden.
Den unteren Teil, gestützt von vier Füßen an den Ecken, bildet ein schon reich verzierter Sockel. Darüber zeigen sich die beiden langen Seiten fünf-, die kürzeren dreiachsig gegliedert. Dabei sind die mittlere Achse auf der kurzen Seite sowie die zweite und vierte der längeren Seite etwas zurückgesetzt; sie enthalten silberne Relieffiguren, die Könige des Altertums darstellen, welche auf Plaketten des Nürnberger Meisters Peter Flötner († 1546) zurückgehen.
In den hervortretenden Teilen finden sich dagegen Nischen aus schwarz hinterlegtem Glas, in denen vollplastische Allegorien der Tugenden aus vergoldetem Silber stehen. Damit sind die verschiedenfarbigen Figuren im Wechsel angeordnet. Säulen stützen einen komplett umlaufenden Triglyphenfries, der den oberen Abschluss des Quaders bildet, auf dem dann der Deckel aufliegt.
Am Deckel ist ein Teil der Ausstattung nicht erhalten geblieben. Ursprünglich befand sich auf bzw. in ihm eine Uhr, deren wahrscheinlich als Globus ausgeformtes Zifferblatt sich drehte. Noch vorhanden ist hingegen die silberne Statuette einer jungen Frau, die auf einer den Deckel bekrönenden künstlichen Gesteinsstufe liegt. Der Stab in ihrer Hand wies einst die Stunden auf dem Ziffernblatt.
Verschiedenfarbige Stücke aus Samt und Seide sind den Schmiedearbeiten hinterlegt. Weitere Farbakzente setzen helle Perlmuttplatten sowie aufgesetzte Edelsteine und Perlen. Zu vermuten ist, dass viele silberne Bestandteile ursprünglich lackiert waren. Jedoch hat die Außenseite des Kastens in seiner jahrhundertelangen Geschichte durch Lichteinwirkung und aufgrund vieler Reinigungen einen Teil ihrer Farbigkeit eingebüßt.
Im Inneren der Prunkkassette ist die ursprüngliche Farbgestaltung wegen der fehlenden Lichteinwirkung und der seltener notwendigen Reinigungen dagegen unversehrt erhalten geblieben. Auf der Innenseite des Deckels stechen in drei Feldern aus Silber gefertigte Relieffiguren hervor: links eine Justitia, rechts die Karitas-Allegorie und in der Mitte Christi Himmelfahrt.
Eine Besonderheit ist die transluzide Lackierung dieser Figuren in kühlen Tönen. Das darunterliegende Silber verstärkt mit seinem hellen Schein den Effekt der Brechung. Um die drei Hauptfelder herum gruppieren sich mehrere Grotesken, die unter anderem fantastische Wesen und pflanzliche Elemente enthalten und von Bordüren eingefasst sind.
Weiße, gelbe, rote und blaue Seide bilden auf der Innenseite des Deckels den Untergrund. Neben der Lackmalerei sind dort die aufwendigen Goldstickereien sowie Schmuck mit Perlen und Farbsteinen wesentliche Elemente. Im Kasteninneren sind in Form von Wandschränken kleine Schubladen eingearbeitet. Dort sind Rot- und Gelb- bzw. Goldtöne bestimmend, ebenfalls finden sich diverse Ornamente, Verzierungen und Dekorationen.

## Geschichte
Die Kassette enthält die Meistermarke von Nicolaus Schmidt. Er war ein enger Mitarbeiter Wenzel Jamnitzers und ab 1582 in Nürnberg als Goldschmiedemeister tätig. Da viele Gussteile dieser Arbeit noch dem 1585 verstorbenen Jamnitzer zugeschrieben werden und ihn eine in St. Petersburg erhaltene Zeichnung als Urheber des Gesamtentwurfs ausweist, gilt der Schmuckkasten als Gemeinschaftswerk beider Goldschmiede, das Schmidt ab 1585 vollendete.
Christian I., seit 1586 Sachsens Kurfürst, schenkte den Schmuckkasten seiner Gattin Sophie 1588 zu Weihnachten. Von deren Stiefmutter Elisabeth, Kurfürstin von Brandenburg, die drei Jahre jünger war als er, erhielt Christian seinerseits 1690 als Neujahrsgeschenk eine ähnliche Prunkkassette, die ebenfalls Ende der 1580er Jahre in Nürnberg gefertigt worden war.
Präsentiert wurden beide Prunkkassetten Ende des 16. Jahrhunderts in der kurfürstlichen Kunstkammer in einem Arrangement mit gedrechselten Werken aus Elfenbein. Das 1595 erstellte Inventar der Kunstkammer erwähnt die Große Prunkkassette der Kurfürstin Sophia als „1 Kestlein oder Nöhe Ledtlein“, also letztlich wohl als Fach zur Lagerung von Schreibutensilien und als Nähkästchen. Die Werkzeuge und Arbeitsmittel, die dieser ursprünglichen Bestimmung dienten und im Inneren aufbewahrt wurden, blieben allerdings nicht erhalten.
Bei den Staatlichen Kunstsammlungen Dresden (SKD) trägt das Stück heute die Inventarnummer 155. Daneben besitzen die SKD noch sechs weitere Werke Schmidts und damit den größten Teil seiner erhaltenen Arbeiten. Ausgestellt ist die Prunkkassette im Neuen Grünen Gewölbe im Residenzschloss Dresden. Dort teilt sie sich mit einer einfacheren und kleineren Schmuckkassette aus Jamnitzers Werkstatt (Inventarnummer 33) eine Vitrine, die im Saal der Kunststücke steht, dem ersten der zwölf Ausstellungsräume.